# Ilja Jefimovič Rjepin
Ilja Jefimovič Rjepin (rus. Илья Ефимович Репин; 5. kolovoza 1844., Čugujiv, Ukrajina – 29. rujna 1930., Kuokkala, Finska; danas Rjepino, Rusija); bio je ruski slikar, glavni predstavnik realizma u ruskom slikarstvu tijekom 19. stoljeća, te začetnik kolorizma i plenerizma u Ruskom carstvu. 
Ilja je bio jedan od vrsnih slikara udruge ruskih slikara "Peredvižnjevci" i profesor na prestižnoj Akademiji u Sankt Peterburgu. Ilja je predstavljao specifičnu simbiozu ukrajinske i ruske slikarske umjetnosti koja se pokazala primjerom mnogim drugim slikarima u Ruskom carstvu. Radio je povijesne kompozicije i žanr–scene poput djela Burlaci na Volgi (1873.) te brojne portrete ruskih intelektualaca poput L. N. Tolstoja. Utjecao je na brojne naraštaje ruskih i ukrajinskih umjetnika, a bio je i veliki uzor sovjetskom socrealizmu. 
Ilja je tijekom cijelog svog života bio povezan sa svojom rodnom Ukrajinom što se odrazilo na niz umjetničkih djela u kojima do izražaja dolazi njegova ljubav prema životopisnom ukrajinskom načinu života i ukrajinskom parodičnom pogledu na život kakav su imali zaporoški kozaci. Ilja je također crtao ilustracije za književna djela Nikolaja Gogolja, točnije Tarasa Buljbu i djelo Sajam. Napravio je četiri nacrta za spomenik ukrajinskom piscu Tarasu Ševčenku kojeg je iznimno cjenio. Nažalost, mnoga kvalitetna umjetnička djela ukrajinske crkvene tematike su uništena tijekom Prvog svjetskog rata. 

## Galerija
- Burlaci na Volgi, (1873.)
- Vladimir Vladimirovič Stasov (1873.)
- Sadko u podvodnom carstvu (1876.)
- Zaporoški kozaci pišu podrugljivo pismo turskom sultanu (1891.)
- Ukrajinska kuća (1880.)
- Modest Petrovič Musorgski (1881.)
- Dmitrij Ivanovič Mendeljejev (1885.)
- Ivan Grozni i njegov sin Ivan 15. studenog 1581. godine (1885.)
- Lav Nikolajevič Tolstoj (1887.)
- Nisu mu se nadali (1888.)
- Nikolaj Andrejevič Rimski-Korsakov (1893.)
- Ceremonijalna skupština Državnog vijeća 1900. (1901.)
- Puškin rectira pjesmu ispred Gavrile Deržavina (1911.)

## Poveznice
- Realizam (likovna umjetnost)
- Ukrajinska kultura
- Ruska umjetnost

## Vanjske poveznice
- Penaty muzej  Arhivirana inačica izvorne stranice od 27. rujna 2007. (Wayback Machine)
- Особистості; Ілля Юхимович Рєпін[neaktivna poveznica]
- Rjepinove slike u Ruskoj galeriji umjetnosti
- Ilja Jefimovič Rjepin na poštanskim markama